# Мишабел (масив)
Мишабел (Mischabel) е планински масив в Пенинските Алпи, на територията на Швейцария. Намира се северно от централното алпийско било, започвайки от най-високия масив в тази част на планината – Монте Роза. Простира се в посока север-юг на около 25 км. От запад е ограден от долината Матертал, където тече река Матер Фисп, от изток е долината Защал и река Засер Фисп. В близост до Рона те се съединяват, за да образуват обща река на име Фисп. Там се намира селото Щалден, което се смята за крайна северна точка на масива. Денивелацията в района е огромна: разликата между Щалден и върха на масива е около 3150 м.
Най-високият връх е Дом, а често така се нарича и целият масив. На немски език името му е Мишабелхьорнер. Със своите 4545 м надморска височина Дом е най-високият връх, намиращ се изцяло в Швейцария. Масивът е трети по височина в Алпите след Монблан и Монте Роза. Още десет точки над 4000 м. са наименовани и се считат за върхове. Втори по височина е Ташхорн (4491 м), разположен на юг от Дом, на хребета Афубел. Определян е като „един от най-впечатляващите върхове на Пенинските Алпи“. На север е обособен друг хребет – Наделграт, който ясно се вижда от долината на Рона и е неизменна част от визията на планината. Неговият най-висок връх – Наделхорн – достига височина 4327 м.
От двете страни на Дом се намират два неголеми ледника – Риед на север и Фе на юг. В подножието му през 1903 г. е построена една от най-известните хижи в Пенинските Алпи, на име Мишабел. Тя заема изкуствено изкопана площадка на височина 3340 м над селото Зас-Фе и може да приюти 130 души.
Първото изкачване е осъществено на 11 септември 1858 г. от Джон Левлин Дейвис с трима водачи. Масивът не предлага големи технически трудности пред алпинистите и днес лесно бива покорен. Класическият маршрут е от изток, като се тръгва от селото Зас-Фе, но включва огромни изкачвания. Тук са построени кабинкови лифтове, които спестяват част от усилията на ентусиастите. В най-горните части същесвуват опасности свързани с вечния сняг и лед, но те са преодолими.